# Death is Forever
Death is Forever är den tolfte romanen av John Gardner som handlar om Ian Flemings hemliga agent James Bond. Boken kom 1992 men har hittills inte blivit översatt till svenska.

## Handling
I Frankfurt dödas en veteran-spion med kodnamnet Vanya och en vecka därefter en annan med kodnamnet Eagle i Berlin, bägge på sätt som påminde om gamla tiders lönnmord. Bägge var dessutom delar av ett numera nerlagt spionnätverk, Cabal. Bond, tillsammans med den amerikanska skrivbordsagenten Elizabeth Zara St. John, M och Bill Tanner, går igenom Vanya och Eagles sista dagar, för att förstå hur de kunde bli spårade. Anledningen är att mer än hälften av Cabal mördats eller råkat ut för olyckor på kort tid. Har någon av de övriga gått över till Wolfgang Wiesens sida? Wiesen har målet att återinföra Josef Stalins typ av kommunism. För att få reda på om någon av de kvarvarande medlemmarna i Cabal är en förrädare får Bond och Easy ta över rollerna som Vanya och Eagle och resa till Berlin.
Bond upptäcker snart att han är förföljda, men blir avbruten när Easy blir överrumplad av en av de få återstående Cabalmedlemmarna, Oscar Vomburg. De lyckas övertyga honom om att de är ofarliga och att han behöver sätta dem i kontakt med Praxi Simeon, som var Cabals koordinator. Medan Vomburg försöker få tag på Simeon lyckas Bond och Easy undvika mat som är full med "fiddleback"-spindlar. Strax därefter hittas Vomburg död, och nästa Cabalmedlem, Harry Spraker, tar kontakt. De åker Ost-West Express-tåget mot Paris. Efter att ha lyckats ta sig fria från två av Wiesens män på tåget, bestämmer sig Bond för att han inte litar på Spraker och de delar upp sig vid stationen i Paris. Bond skuggar Spraker och ser honom möta en okänd man, men blir infångad av två franska agenter, som inte vill ha utländska agenter på sin mark. Han blir frisläppt mot att han ska lämna landet och tar sig direkt till Simeon, där också den riktige Spraker finns.
Simeon, Spraker och en tredje Cabalmedlem, Bruin, känner till att en av Wiesens baser ligger i Venedig, och att han svurit hämnd på Cabal. De beger sig dit, var för sig. Bond träffar då en ytterligare Cabalmedlem, Gus Wimper, som han formar en tillfällig allians med när Easy, Simeon, Spraker och Bruin blir infångade av Wiesens män. Bond och Wimper försöker frita de fyra, men blir själva infångade, varpå Bond blir förd till Wiesen och förhörd. Efteråt förs han till en cell i källaren, där hela gänget ska dödas innan Wiesen och hans mannar ska resa iväg och genomföra sin stora plan. Bond lyckas frita dem och fånga Wiesen, dock inte utan att Easy blir dödad. De för Wiesen mot Calais, där hans plan ska äga rum, men ytterligare medhjälpare attackerar dem och för bort den nersövde Wiesen, med bara Bond och Simeon som överlevare.
Bond inser att planen involverar den ännu inte färdiga kanaltunneln mellan Frankrike och Storbritannien, där EU:s tolv statsministrar ska träffas och premiäråka Eurostar. Bond lyckas förhindra planen att spränga tåget och döda dignitärerna och därmed skapa ett politiskt vakuum, med hjälp av franska GIGN-soldater. Väl hemma blir Bond överfallen av Wiesens fru, men lyckas undkomma efter ett jämnt knivslagsmål.

## Karaktärer (i urval)
- James Bond
- M
- Wolfgang Wiesen, kallad 'The Poison Dwarf'
- Elizabeth Zara (Easy) St John
- Praxi Simeon
- August "Gus" Wimper
- Harry Spraker
- Bruin
- Axel Ritter
- Monika Haardt
- Michelle Gris
- Claude Gaspard
- Oscar Vomburg
- Bill Tanner
- Ann Reilley
- Big Hans
- Very Big Hans

## Om boken
Death is Forever var den första James Bond-romanen att publiceras efter det kalla krigets slut och Sovjetunionens fall; två element som varit delar av Bond-universumet ända sedan figuren skapades 1953.
Samtliga kapitel (utom det sista) heter något med "Death". Det sista heter "RIP".
Bokens titel är inspirerad från ett citat ur Döden spelar falskt av Ian Fleming.